# 63163 Jerusalem
63163 Jerusalem è un asteroide della fascia principale. Scoperto nel 2000, presenta un'orbita caratterizzata da un semiasse maggiore pari a 2,2896265 UA e da un'eccentricità di 0,2085783, inclinata di 25,20339° rispetto all'eclittica.
L'asteroide è dedicato alla città israelo-palestinese di Gerusalemme.